# I’m on Fire
I’m on Fire – piosenka napisana i wykonywana przez Bruce’a Springsteena, pochodząca z wydanego w 1984 albumu Born in the U.S.A. Piosenka nagrana jeszcze w 1982, była czwartym singlem z tej płyty, którego premiera miała miejsce w 1985.

## Geneza utworu
Piosenka została nagrana w 1982 roku podczas pierwszych sesji nagraniowych albumu Born in the U.S.A. Do improwizującego Bruce’a Springsteena dołączyli się perkusista Max Weinberg i klawiszowiec Roy Bittan, uzyskując w rezultacie nastrojowy utwór, łączący cechy charakterystycznego dla stylu rockabilly miękkiego bitu z brzmieniem syntezatorów, przy czym był to jeden z pierwszych w muzyce Springsteena przypadków wykorzystania tego instrumentu. Słowa piosenki koncentrują się wokół napięcia seksualnego.
W 1985 roku piosenka dotarła na 6 miejsce Billboard Hot 100, stając się czwartym z kolei utworem z płyty Born in the U.S.A. notowanej na tej liście (zarazem jednym z aż siedmiu, co jest rekordem listy). Piosenka osiągnęła w tym samym roku również pierwsze miejsce na liście Dutch Top 40.

## Lista utworów
- „I’m on Fire” – 2:36
- „Johnny Bye Bye” – 1:50

W przeciwieństwie do pierwszych trzech singli z tego albumu, na płycie nie wydano żadnego coveru tytułowego utworu. Na odwrotnej stronie zamieszczono cover piosenki Chucka Berrego Bye Bye Johnny.

## Teledysk
W teledysku, wyreżyserowanym przez Johna Saylesa, Springsteen odgrywa rolę mechanika samochodowego, który otrzymuje od bardzo dobrze ubranej, ładnej kobiety do naprawy samochód Ford Thunderbird wraz ze wszystkimi jej kluczami, nie tylko do samochodu. Wieczorem mechanik odprowadza samochód pod jej bogaty dom, ale rezygnuje z naciśnięcia na dzwonek do drzwi. Po zostawieniu kluczy w skrzynce na listy, odchodzi pieszo. Teledysk otrzymał nagrodę MTV Video Music Award for Best Male Video za 1985 rok.

## Wersje innych wykonawców
Własne wersje utworu wielokrotnie nagrywali inni artyści poruszający się w różnych stylach muzycznych, nie tylko rocka czy popu (John Mayer). Johnny Cash i Waylon Jennings nagrali wersję zbliżoną do stylu country, Sophie Milman – jazzu.